# ميخائيل كوربيت
ميخائيل كوربيت (بالإنجليزية: Michael Corbett)‏ هو قاضي جنوب أفريقي، ولد في 14 سبتمبر 1923 في بريتوريا في جنوب أفريقيا، وتوفي في 16 سبتمبر 2007 في كيب تاون في جنوب أفريقيا.